# Pidariya
Pidariya (en népalais : पिडारिया) est un comité de développement villageois du Népal situé dans le district de Sarlahi. Au recensement de 2011, il comptait 4 967 habitants.